# Handzame Classic 2014
La 4e édition de l'Handzame Classic a eu lieu le 21 mars 2014. La course fait partie du calendrier UCI Europe Tour 2014 en catégorie 1.1.

## Présentation

### Équipes
Classée en catégorie 1.1 de l'UCI Europe Tour, l'Handzame Classic est par conséquent ouverte aux UCI ProTeams dans la limite de 50 % des équipes participantes, aux équipes continentales professionnelles, aux équipes continentales et aux équipes nationales.
Vingt-quatre équipes participent à cette Handzame Classic - cinq ProTeams, six équipes continentales professionnelles et treize équipes continentales :
| UCI ProTeams            | UCI ProTeams | UCI ProTeams |
| Nom de l'équipe         | Pays         | Code         |
| ----------------------- | ------------ | ------------ |
| Belkin                  | Pays-Bas     | BEL          |
| BMC Racing              | États-Unis   | BMC          |
| Giant-Shimano           | Pays-Bas     | GIA          |
| Lotto-Belisol           | Belgique     | LTB          |
| Omega Pharma-Quick Step | Belgique     | OPQ          |

| Équipes continentales professionnelles | Équipes continentales professionnelles | Équipes continentales professionnelles |
| Nom de l'équipe                        | Pays                                   | Code                                   |
| -------------------------------------- | -------------------------------------- | -------------------------------------- |
| Androni Giocattoli-Venezuela           | Italie                                 | AND                                    |
| CCC Polsat Polkowice                   | Pologne                                | CCC                                    |
| MTN-Qhubeka                            | Afrique du Sud                         | MTN                                    |
| NetApp-Endura                          | Allemagne                              | TNE                                    |
| Topsport Vlaanderen-Baloise            | Belgique                               | TSV                                    |
| Wanty-Groupe Gobert                    | Belgique                               | WGG                                    |

| Équipes continentales                     | Équipes continentales | Équipes continentales |
| Nom de l'équipe                           | Pays                  | Code                  |
| ----------------------------------------- | --------------------- | --------------------- |
| 3M                                        | Belgique              | MMM                   |
| An Post-ChainReaction                     | Irlande               | SKT                   |
| Cibel                                     | Belgique              | CIB                   |
| De Rijke                                  | Pays-Bas              | RIJ                   |
| Josan-To Win                              | Belgique              | JTW                   |
| Koga                                      | Pays-Bas              | KOG                   |
| Leopard Development                       | Luxembourg            | LDT                   |
| Metec-TKH Continental                     | Pays-Bas              | MET                   |
| Stölting                                  | Allemagne             | STG                   |
| Vastgoedservice-Golden Palace Continental | Belgique              | VGS                   |
| Veranclassic-Doltcini                     | Belgique              | VER                   |
| Verandas Willems                          | Belgique              | WIL                   |
| Wallonie-Bruxelles                        | Belgique              | WBC                   |

## Classement final
|    | Coureur           | Pays     | Équipe                      |    | Temps           |
| -- | ----------------- | -------- | --------------------------- | -- | --------------- |
| 1  | Luka Mezgec       | Slovénie | Giant-Shimano               | en | 4 h 26 min 53 s |
| 2  | Theo Bos          | Pays-Bas | Belkin                      | +  | m.t             |
| 3  | Edward Theuns     | Belgique | Topsport Vlaanderen-Baloise |    | m.t             |
| 4  | Antoine Demoitié  | Belgique | Wallonie-Bruxelles          |    | m.t             |
| 5  | Klaas Lodewyck    | Belgique | BMC Racing                  |    | m.t             |
| 6  | Danilo Napolitano | Italie   | Wanty-Groupe Gobert         |    | m.t             |
| 7  | Jelle Mannaerts   | Belgique | Verandas Willems            |    | m.t             |
| 8  | Kenny Dehaes      | Belgique | Lotto-Belisol               |    | m.t             |
| 9  | Oliver Naesen     | Belgique | Cibel                       |    | m.t             |
| 10 | Joeri Stallaert   | Belgique | Veranclassic-Doltcini       |    | m.t             |

## Liste des participants
- Liste de départ complète

| Légende | Légende                                                                    | Légende | Légende                                                    |
| ------- | -------------------------------------------------------------------------- | ------- | ---------------------------------------------------------- |
| Num     | Dossard de départ porté par le coureur sur cette Handzame Classic          | Pos     | Position à l'arrivée de la course                          |
|         | Indique un maillot de champion national ou mondial, suivi de sa spécialité | NP      | Indique un coureur qui n'a pas pris le départ de la course |
| AB      | Indique un coureur qui n'a pas terminé la course                           | HD      | Indique un coureur qui a terminé la course hors des délais |

| Lotto-Belisol LTB | Lotto-Belisol LTB         | Lotto-Belisol LTB |
| ----------------- | ------------------------- | ----------------- |
| Num               | Coureur                   | Pos               |
| 1                 | Kenny Dehaes (BEL)        | 8e                |
| 2                 | Jonas Van Genechten (BEL) | 38e               |
| 3                 | Vegard Breen (NOR)        | 79e               |
| 4                 | Stig Broeckx (BEL)        | 78e               |
| 5                 | Sean De Bie (BEL)         | 85e               |
| 6                 | Boris Vallée (BEL)        | 81e               |
| 7                 | Tosh Van der Sande (BEL)  | 39e               |
| 8                 | Dennis Vanendert (BEL)    | 64e               |

| Omega Pharma-Quick Step OPQ | Omega Pharma-Quick Step OPQ    | Omega Pharma-Quick Step OPQ |
| --------------------------- | ------------------------------ | --------------------------- |
| Num                         | Coureur                        | Pos                         |
| 11                          | Julian Alaphilippe (FRA)       | 30e                         |
| 12                          | Andrew Fenn (GBR)              | 18e                         |
| 13                          |                                |                             |
| 14                          | Nikolas Maes (BEL)             | 66e                         |
| 15                          | Kevin De Weert (BEL)           | 51e                         |
| 16                          | Petr Vakoč (CZE)               | 40e                         |
| 17                          | Guillaume Van Keirsbulck (BEL) | 77e                         |
| 18                          |                                |                             |

| Belkin BEL | Belkin BEL               | Belkin BEL |
| ---------- | ------------------------ | ---------- |
| Num        | Coureur                  | Pos        |
| 21         | Jack Bobridge (AUS)      | 86e        |
| 22         | Theo Bos (NED)           | 2e         |
| 23         | Graeme Brown (AUS)       | 62e        |
| 24         | Marc Goos (NED)          | 73e        |
| 25         | Martijn Keizer (NED)     | 68e        |
| 26         | Barry Markus (NED)       | 74e        |
| 27         | Nick van der Lijke (NED) | 72e        |
| 28         | Dennis van Winden (NED)  | AB         |

| BMC Racing BMC | BMC Racing BMC         | BMC Racing BMC |
| -------------- | ---------------------- | -------------- |
| Num            | Coureur                | Pos            |
| 31             |                        |                |
| 32             | Silvan Dillier (SUI)   | 37e            |
| 33             | Martin Kohler (SUI)    | AB             |
| 34             | Sebastian Lander (DEN) | 63e            |
| 35             | Klaas Lodewyck (BEL)   | 5e             |
| 36             | Daniel Oss (ITA)       | 71e            |
| 37             |                        |                |
| 38             | Rick Zabel (GER)       | 58e            |

| Giant-Shimano GIA | Giant-Shimano GIA     | Giant-Shimano GIA |
| ----------------- | --------------------- | ----------------- |
| Num               | Coureur               | Pos               |
| 41                | Jonas Ahlstrand (SWE) | 82e               |
| 42                | Nikias Arndt (GER)    | 80e               |
| 43                | Lawson Craddock (USA) | 87e               |
| 44                | Bert De Backer (BEL)  | 75e               |
| 45                | Loh Sea Keong (MAS)   | AB                |
| 46                | Luka Mezgec (SLO)     | 1er               |
| 47                | Ramon Sinkeldam (NED) | 76e               |
| 48                | Tom Veelers (NED)     | 57e               |

| Topsport Vlaanderen-Baloise TSV | Topsport Vlaanderen-Baloise TSV | Topsport Vlaanderen-Baloise TSV |
| ------------------------------- | ------------------------------- | ------------------------------- |
| Num                             | Coureur                         | Pos                             |
| 51                              | Tim Declercq (BEL)              | 69e                             |
| 52                              | Yves Lampaert (BEL)             | AB                              |
| 53                              | Jarl Salomein (BEL)             | 23e                             |
| 54                              | Stijn Steels (BEL)              | 47e                             |
| 55                              | Edward Theuns (BEL)             | 3e                              |
| 56                              | Gijs Van Hoecke (BEL)           | AB                              |
| 57                              | Michael Van Staeyen (BEL)       | 70e                             |
| 58                              | Jelle Wallays (BEL)             | 65e                             |

| Wanty-Groupe Gobert WGG | Wanty-Groupe Gobert WGG   | Wanty-Groupe Gobert WGG |
| ----------------------- | ------------------------- | ----------------------- |
| Num                     | Coureur                   | Pos                     |
| 61                      | Jérôme Baugnies (BEL)     | AB                      |
| 62                      | Michel Kreder (NED)       | NP                      |
| 63                      | Jempy Drucker (LUX)       | 42e                     |
| 64                      | Grégory Habeaux (BEL)     | 83e                     |
| 65                      | Danilo Napolitano (ITA)   | 6e                      |
| 66                      | Fréderique Robert (BEL)   | 32e                     |
| 67                      | Nico Sijmens (BEL)        | AB                      |
| 68                      | James Vanlandschoot (BEL) | 33e                     |

| Androni Giocattoli-Venezuela AND | Androni Giocattoli-Venezuela AND | Androni Giocattoli-Venezuela AND |
| -------------------------------- | -------------------------------- | -------------------------------- |
| Num                              | Coureur                          | Pos                              |
| 71                               | Marco Bandiera (ITA)             | 13e                              |
| 72                               | Matteo Di Serafino (ITA)         | AB                               |
| 73                               | Patrick Facchini (ITA)           | AB                               |
| 74                               |                                  |                                  |
| 75                               | Alessio Taliani (ITA)            | AB                               |
| 76                               | Nicola Testi (ITA)               | AB                               |
| 77                               | Andrea Zordan (ITA)              | AB                               |
| 78                               |                                  |                                  |

| NetApp-Endura TNE | NetApp-Endura TNE         | NetApp-Endura TNE |
| ----------------- | ------------------------- | ----------------- |
| Num               | Coureur                   | Pos               |
| 81                | Jan Bárta (CZE) (Route)   | AB                |
| 82                | Daniel Schorn (AUT)       | AB                |
| 83                | Blaž Jarc (SLO)           | AB                |
| 84                | Ralf Matzka (GER)         | 49e               |
| 85                | Jonathan McEvoy (GBR)     | 24e               |
| 86                | František Padour (CZE)    | AB                |
| 87                | Michael Schwarzmann (GER) | 12e               |
| 88                | Scott Thwaites (GBR)      | AB                |

| MTN-Qhubeka MTN | MTN-Qhubeka MTN         | MTN-Qhubeka MTN |
| --------------- | ----------------------- | --------------- |
| Num             | Coureur                 | Pos             |
| 91              | Bradley Potgieter (RSA) | AB              |
| 92              | Youcef Reguigui (ALG)   | AB              |
| 93              | Martin Reimer (GER)     | AB              |
| 94              | Songezo Jim (RSA)       | AB              |
| 95              |                         |                 |
| 96              | Johann van Zyl (RSA)    | 44e             |
| 97              |                         |                 |
| 98              |                         |                 |

| CCC Polsat Polkowice CCC | CCC Polsat Polkowice CCC  | CCC Polsat Polkowice CCC |
| ------------------------ | ------------------------- | ------------------------ |
| Num                      | Coureur                   | Pos                      |
| 101                      | Paweł Charucki (POL)      | AB                       |
| 102                      | Tomasz Kiendyś (POL)      | AB                       |
| 103                      | Adrian Kurek (POL)        | AB                       |
| 104                      | Jarosław Marycz (POL)     | AB                       |
| 105                      | Bartłomiej Matysiak (POL) | AB                       |
| 106                      | Piotr Gawroński (POL)     | AB                       |
| 107                      | Jacek Morajko (POL)       | AB                       |
| 108                      | Grzegorz Stępniak (POL)   | AB                       |

| Vastgoedservice-Golden Palace Continental VGS | Vastgoedservice-Golden Palace Continental VGS | Vastgoedservice-Golden Palace Continental VGS |
| --------------------------------------------- | --------------------------------------------- | --------------------------------------------- |
| Num                                           | Coureur                                       | Pos                                           |
| 111                                           | Sander Cordeel (BEL)                          | 15e                                           |
| 112                                           | Kevin Van Staeyen (BEL)                       | AB                                            |
| 113                                           | Kevin Hulsmans (BEL)                          | 61e                                           |
| 114                                           | Kevin Peeters (BEL)                           | 16e                                           |
| 115                                           | Rob Ruijgh (NED)                              | 22e                                           |
| 116                                           | Titte Van Laer (BEL)                          | AB                                            |
| 117                                           | Alexander Cools (BEL)                         | AB                                            |
| 118                                           | Alphonse Vermote (BEL)                        | 67e                                           |

| De Rijke RIJ | De Rijke RIJ             | De Rijke RIJ |
| ------------ | ------------------------ | ------------ |
| Num          | Coureur                  | Pos          |
| 121          | Huub Duyn (NED)          | AB           |
| 122          | Dylan Groenewegen (NED)  | AB           |
| 123          | Yoeri Havik (NED)        | AB           |
| 124          | Kobus Hereijgers (NED)   | 29e          |
| 125          | Sjoerd Kouwenhoven (NED) | AB           |
| 126          | Ronan van Zandbeek (NED) | 56e          |
| 127          | Coen Vermeltfoort (NED)  | AB           |
| 128          | Ike Groen (NED)          | AB           |

| Verandas Willems WIL | Verandas Willems WIL    | Verandas Willems WIL |
| -------------------- | ----------------------- | -------------------- |
| Num                  | Coureur                 | Pos                  |
| 131                  | Walt De Winter (BEL)    | 21e                  |
| 132                  | Floris Smeyers (BEL)    | AB                   |
| 133                  | Jérémy Burton (BEL)     | AB                   |
| 134                  | Jelle Mannaerts (BEL)   | 7e                   |
| 135                  | Emiel Wastyn (BEL)      | AB                   |
| 136                  | Joren Touquet (BEL)     | 31e                  |
| 137                  | Nicolas Vereecken (BEL) | 25e                  |
| 138                  | Willem Wauters (BEL)    | 43e                  |

| Veranclassic-Doltcini VER | Veranclassic-Doltcini VER       | Veranclassic-Doltcini VER |
| ------------------------- | ------------------------------- | ------------------------- |
| Num                       | Coureur                         | Pos                       |
| 141                       | Gilles Devillers (BEL)          | AB                        |
| 142                       | Denis Flahaut (FRA)             | AB                        |
| 143                       | Gorik Gardeyn (BEL)             | AB                        |
| 144                       | Wouter Mol (NED)                | 34e                       |
| 145                       |                                 |                           |
| 146                       | Joeri Stallaert (BEL)           | 10e                       |
| 147                       | Francesco Van Coppernolle (BEL) | AB                        |
| 148                       | Kevin Verwaest (BEL)            | AB                        |

| Wallonie-Bruxelles WBC | Wallonie-Bruxelles WBC   | Wallonie-Bruxelles WBC |
| ---------------------- | ------------------------ | ---------------------- |
| Num                    | Coureur                  | Pos                    |
| 151                    | Antoine Demoitié (BEL)   | 4e                     |
| 152                    | Jonathan Dufrasne (BEL)  | 36e                    |
| 153                    | Florent Mottet (BEL)     | 46e                    |
| 154                    | Loïc Pestiaux (BEL)      | 41e                    |
| 155                    | Julien Stassen (BEL)     | 20e                    |
| 156                    | Robin Stenuit (BEL)      | AB                     |
| 157                    | Frédéric Amorison (BEL)  | AB                     |
| 158                    | Christophe Prémont (BEL) | NP                     |

| 3M MMM | 3M MMM                    | 3M MMM |
| ------ | ------------------------- | ------ |
| Num    | Coureur                   | Pos    |
| 161    | Gertjan De Vos (BEL)      | NP     |
| 162    | Tom Devriendt (BEL)       | AB     |
| 163    | Gregory Franckaert (BEL)  | AB     |
| 164    | Egidijus Juodvalkis (LTU) | 17e    |
| 165    | Sebastiaan Pot (NED)      | AB     |
| 166    | Timothy Stevens (BEL)     | AB     |
| 167    | Emiel Vermeulen (BEL)     | 84e    |
| 168    | Michael Vingerling (NED)  | AB     |

| An Post-ChainReaction SKT | An Post-ChainReaction SKT | An Post-ChainReaction SKT |
| ------------------------- | ------------------------- | ------------------------- |
| Num                       | Coureur                   | Pos                       |
| 171                       | Marcus Christie (IRL)     | NP                        |
| 172                       | Kevin Claeys (BEL)        | AB                        |
| 173                       | Sean Downey (IRL)         | AB                        |
| 174                       | Conor Dunne (IRL)         | AB                        |
| 175                       | Wout Franssen (BEL)       | AB                        |
| 176                       | Mark McNally (GBR)        | 48e                       |
| 177                       | Laurent Vanden Bak (BEL)  | AB                        |
| 178                       | Jack Wilson (IRL)         | AB                        |

| Metec-TKH Continental MET | Metec-TKH Continental MET | Metec-TKH Continental MET |
| ------------------------- | ------------------------- | ------------------------- |
| Num                       | Coureur                   | Pos                       |
| 181                       | Johim Ariesen (NED)       | AB                        |
| 182                       | Jesper Asselman (NED)     | 35e                       |
| 183                       | Jarno Gmelich (NED)       | AB                        |
| 184                       | Dries Hollanders (BEL)    | 54e                       |
| 185                       | Oscar Riesebeek (NED)     | 55e                       |
| 186                       | Remco te Brake (NED)      | 14e                       |
| 187                       | Sjoerd van Ginneken (NED) | AB                        |
| 188                       | Brian van Goethem (NED)   | 59e                       |

| Leopard Development LDT | Leopard Development LDT | Leopard Development LDT |
| ----------------------- | ----------------------- | ----------------------- |
| Num                     | Coureur                 | Pos                     |
| 191                     | Piero Baffi (ITA)       | AB                      |
| 192                     | Dennis Coenen (BEL)     | 45e                     |
| 193                     | Alex Kirsch (LUX)       | 53e                     |
| 194                     | Patrick Olesen (DEN)    | AB                      |
| 195                     | Florian Salzinger (GER) | AB                      |
| 196                     | Pit Schlechter (LUX)    | 52e                     |
| 197                     | Kevin Feiereisen (LUX)  | 11e                     |
| 198                     | Joël Zangerlé (LUX)     | 26e                     |

| Josan-To Win JTW | Josan-To Win JTW       | Josan-To Win JTW |
| ---------------- | ---------------------- | ---------------- |
| Num              | Coureur                | Pos              |
| 201              | Dries De Bondt (BEL)   | AB               |
| 202              | Niels De Rooze (BEL)   | AB               |
| 203              | Dirk Finders (GER)     | AB               |
| 204              | Lars Haverals (BEL)    | AB               |
| 205              | Fabio Polazzi (BEL)    | NP               |
| 206              |                        |                  |
| 207              | Ian Vansumere (BEL)    | AB               |
| 208              | Benjamin Verraes (BEL) | AB               |

| Cibel CIB | Cibel CIB                     | Cibel CIB |
| --------- | ----------------------------- | --------- |
| Num       | Coureur                       | Pos       |
| 211       | Maniusis Martynas (LTU)       | AB        |
| 212       | Bjorn De Decker (BEL)         | AB        |
| 213       | Thomas Gibbons (USA)          | NP        |
| 214       | Kenny Goossens (BEL)          | AB        |
| 215       | Fabrice Mels (BEL)            | AB        |
| 216       | Oliver Naesen (BEL)           | 9e        |
| 217       | Niels Schittecatte (BEL)      | AB        |
| 218       | Matthias Van Holderbeke (BEL) | AB        |

| Koga KOG | Koga KOG                   | Koga KOG |
| -------- | -------------------------- | -------- |
| Num      | Coureur                    | Pos      |
| 221      | Umberto Atzori (NED)       | AB       |
| 222      | Melvin Boskamp (NED)       | AB       |
| 223      | Twan Castelijns (NED)      | 27e      |
| 224      | Wouter Haan (NED)          | AB       |
| 225      | René Hooghiemster (NED)    | AB       |
| 226      | Wim Stroetinga (NED)       | AB       |
| 227      | Arno van der Zwet (NED)    | NP       |
| 228      | Jan-Willem van Schip (NED) | 28e      |

| Stölting STG | Stölting STG         | Stölting STG |
| ------------ | -------------------- | ------------ |
| Num          | Coureur              | Pos          |
| 231          | Jan Dieteren (GER)   | 19e          |
| 232          | Arne Egner (GER)     | AB           |
| 233          | Markus Eichler (GER) | 60e          |
| 234          | Tim Gebauer (GER)    | AB           |
| 235          | Lucas Liss (GER)     | 50e          |
| 236          | Nils Politt (GER)    | AB           |
| 237          | Luke Roberts (AUS)   | AB           |
| 238          | Max Walscheid (GER)  | AB           |